# Смит, Джордж (химик)
Джордж П. Смит (англ. George Pearson Smith; род. 10 марта 1941, Норуолк, Коннектикут) — американский химик и лауреат Нобелевской премии по химии 2018 года. Он является почетным профессором биологических наук в Университете Миссури-Колумбия.
Он является самым известным исследователем фаговых дисплеев. Метод фагового дисплея был впервые описан Джорджем Смитом в 1985 г., который продемонстрировал «отображение» пептида на филаментном фаге после внесения изменений в ген III этого фага.
Член Национальной академии наук США (2020).

## Награды
- Нобелевская премия по химии (2018) (1/4 премии)